# Warburgiella pendula
Warburgiella pendula là một loài rêu trong họ Sematophyllaceae. Loài này được Zanten mô tả khoa học đầu tiên năm 1964.